# Forficuloecus pilgrimi
Forficuloecus pilgrimi är en insektsart som beskrevs av Guimarães 1985. Forficuloecus pilgrimi ingår i släktet Forficuloecus och familjen fjäderlöss. Inga underarter finns listade i Catalogue of Life.